# آلکسیوس مایننگ
آلکسیوس ماینونگ (انگلیسی: Alexius Meinong؛ ۱۷ ژوئیهٔ ۱۸۵۳ – ۲۷ نوامبر ۱۹۲۰) یک فیلسوف اهل اتریش بود و بخاطر هستی شناسی خاص خود و نظریه «تئوری اشیا» شناخته شده است .وی همچنین اهتمام هایی در زمینه فلسفه ذهن و نظریه ارزش ها داشته است.

## زندگی
‍‍ پدر الکسیوس ماینونگ ٬افسر انتون فون ماینوبگ بود که عنوان موروثی (ritter‌ ٬مقامی معادل شوالیه در آلمان ) در سال ۱۸۵۱ به او اعطا شد ٬ و در سال ۱۸۵۸ به مقام سر لشکری رسید٬ قبل از انکه در سال ۱۸۵۹ بازنشسته شود . ماینونگ از سال ۱۸۶۸ تا سال ۱۸۷۰ در دبیرستان آکادمیک( Akademisches Gymnasium ) ٬وین به تحصیل پرداخت . در سال ۱۸۷۰ وارد دانشکده حقوق دانشگاه وین شد . در همان جا بود که وی به نوشته های اقتصادی کارل منگر  گرایش پیدا کرد .در تابستان ۱۸۷۴ او  مدرک دکتری خود را در رشته تاریخ با نوشتن تزی درباره آرنولد برسیکا اخذ کرد.در زمستان سال های (۱۸۷۴تا ۱۸۷۵) بود که که او تمام مشغولیت خود را به  فلسفه و تاریخ اختصاص داد٬ ماینونگ شاگرد فرانتس برنتانو شد٬ که در آن هنگام از اساتید جدید گروه فلسفه بود. ماینونگ متاخر از آن ادعا میکند که استاد او برنتانو به طور مستقیم تاثیری بر تغییر گرایش او بر فلسفه نداشت ٫ اگر چه او اذعان میکند که در آن دوره برنتانو به او در پیشرفتش در فلسفه کمک کرده . ماینونگ تحت نظر برنتانو و در کنار ادموند هوسرل که او نیز مبدل به فیلسوفی مهم و تاثیر گذار میشود به تحصیل پرداخت . آثار هر دوی آنها نمایانگر توسعه های موازیی است که مشخصا در سال های ۱۸۹۱ تا ۱۹۰۴ رقم خورده است. هر دوی آنها بخاطر مشارکت مربوطه خود در پژوهش های فلسفی شناخته شده هستند. ماینوگ درسال ۱۸۸۲ استاد دانشگاه گراتس می شود و بعد به عنوان رییس دانشکده فلسفه ترفیع می یابد. در زمان تصدی او ٬ وی موسسه روانشناختی و دانشکده روانشناسی تجربی دانشگاه گراتس را بنیان گذاری میکند . ماینونگ استاد راهنمای کسانی چون کریستین فون ارنفلس ( بنیان گذار روانشناسی گشتالت) و آدالبرت ماینگاشت بود.

## فلسفه

### هستی شناسی
ماینونگ دو مقاله اولیه درباره دیوید هیوم نوشت . اولین مقاله با نظریه او درباره انتزاع سروکار داشت ٬ و دومین مقاله نیز با نظریه نسبت های او ٬ که نسبتا به حد زیادی از تجربه گرایان بریتانیایی الهام گرفته شده بود .با این حال او بیشتر به خاطر کتاب ویرایش شده اش «درباره فرض ها» ( به انگلیسی :on assumtions) شناخته می شود.
نظریه اشیا ماینونگ که در زمان ما با عنوان نظریه ماینونگی اشیا شناخته میشود مبتنی بر مشاهدات تجربی ادعا شده است که بر اساس آن ممکن است در مورد چیزی مانند کوه طلا فکر کرد حتی اگر آن چیز موجود نباشد. و از آنجایی که میتوان به چنین چیز هایی استناد کرد پس باید آن ها از گونه ایی بودن برخوردار باشند.ماینونگ سپس تمایز قایل میشود بین‌«بودن»(به انگلیسی :being ) و «وجود داشتن»( به انگلیسی :existence). بودن آن چیزیست که شی به موجب آن میتواند متعلق فکر ما باشد ٬ و وجود داشتن که آن وضع هستی شناختی حقیقی است که به طور مثال به اسب ها ولی نه به تک شاخ ها نسبت داده میشود. ماینونگ چنین اشیای ناموجودی را «آواره» نامگذاری میکند. دیگران لقب جنگل ماینونگ را به مکان استقرار این اشیا داده اند  ٬ بخاطر شمار زیاد آنها و طبیعت مرموزشان.
به طور تاریخی٬ ماینونگ مورد بحث های مختلفی بوده است.  در مقاله برتراند راسل با عنوان «درباره دلالت» (به انگلیسی: on denoting)٬ ماینونگ مورد نقد های شدیدی از جانب راسل قرار گرفت. اگرچه راسل به شدت به اکثریت آثار ماینونگ فکر میکرد و تا زمانی که نظریه توصیفات خود را صورت بندی نکرده بود نظرگاه مشابهی با میانونگ درباره اشیای ناموجود داشت .از این گذشته ٬ ماینونگی های متاخر مانند ترنس پارسونز و رودریک کیشولم  یک خوانش سازگار از نظریه ماینونگی اشیا را بنیان گذاری کردند در همان حال که دیگرانی مانند ( کارل لمبرت) از بی خاصیت بودن چنین دیدگاهی دفاع کردند.
ماینونگ همچنین در حوزه فلسفه زبان بحث برانگیز بوده است به علت این مدعا که وجود تنها ویژگی (property) یک شی است همانگونه که رنگ و جرم میتواند ویژگی یک شی باشد.خوانندگانی که مطالعات عمیقی در آثار او داشته اند اذعان خواهند کرد که از نگاه ماینونگ اشیا نسبت به بودن بی طرف هستند و چیزی فراتر از بودن و نبودن هستند. در این دیدگاه ماینونگ آشکارا انکار میکند که وجود یک ویژگی برای یک شی است .برای ماینونگ چیستی یک شی وابسته است به ویژگی های آن ٬ این ویژگی ها را  به یقین دارا میشود چه آن شی موجود باشد چه ناموجود. پس وجود نمیتواند یک ویژگی صرف باشد

#### اقسام اشیا
ماینونگ معتقد است که ابژه ها میتوانند مبتنی بر وضعیت هستی شناختی خود به سه مقوله تقسیم شوند . ابژه ممکن است یکی از سه موجهات موجود و ناموجود زیرین را داشته باشند.
- existence یا  همان واقعیت متحقق ( به آلمانی :Wirklichkeit) که دلالت بر وجود مادی و موقت یک شی دارد.
- Subsistence که دلالت بر شی بودن در معنایی ناموقت دارد.
- Absistence که دلالت بر شی بودن دارد و نه وجود داشتن.

##### ابژه و سوژه
ماینونگ بین چهار دسته از ابژه ها تمایز قایل میشود
- ابژه (object) ٬که میتواند واقعی باشد ( مانند اسب ) یا خیالی باشد (مانند مفهوم تفاوت یا این همانی و ..)

- ابژکتیو (objective)٬ که تصدیق بودن یا نبودن یک چنین بودگی (sosein) یا  هم بودگی (mitsein) یک شی است —موازی با حکم و تصدیق وجودی ٬ مقولاتی و فرضی . مفهوم ابژکتیو نزدیک است با چیزی که فیلسوفان معاصر آن را وضع امور ( states of affairs) می نامند .
- دیگنیتاتیو (Dignitative) ٬مانند: درست ٬‌نیک ٬‌زیبا
- دزیدراتیو (Desiderative)٬‌مانند: وظایف

این چهار  دسته از اشیا مرتبط هستند با چهار دسته از کنش های روانشناختی :
- بازنمایی(representation ) که از ابژه ها منجر میشود

- اندیشه (Thought) که از ابژکتیو ها ناشی میشود

- احساس (Feeling) که از dignitatives ها ناشی میشود
- میل (Desire) که از desideratives ها ناشی میشود

## آثار ماینونگ

### کتاب ها
- Meinong, A. (1885). Über philosophische Wissenschaft und ihre Propädeutik.
- Meinong, A. (1894). Psychologisch-ethische Untersuchungen zur Werttheorie.
- Meinong, A. (1902). Über Annahmen, 1st ed.
- Meinong, A., ed. (1904). Untersuchungen zur Gegenstandstheorie und Psychologie (Investigations in Theory of Objects and Psychology), Leipzig: Barth (contains Alexius Meinong, "Über Gegenstandstheorie", pp. 1–51).
- Meinong, A. (1910). Über Annahmen, 2nd ed.
- Meinong, A. (1915). Über Möglichkeit und Wahrscheinlichkeit.
- Meinong, A. (1917). Über emotionale Präsentation.

#### مقالات
- Meinong, A. (1877). "Hume Studien I. Zur Geschichte und Kritik des modernen Nominalismus", in Sitzungsbereiche der phil.-hist. Classe der kais. Akademie der Wissenschaften, 78:185–260.
- Meinong, A. (1882). "Hume Studien II. Zur Relationstheorie", in Sitzungsbereiche der phil.-hist. Classe der kais. Akademie der Wissenschaften, 101:573–752.
- Meinong, A. (1891). "Zur psychologie der Komplexionen und Relationen", in Zeitschrift für Psychologie und Physiologie der Sinnesorgane, II:245–265.
- Meinong, A. (1899). "Über Gegenstände höherer Ordnung und deren Verhältniss zur inneren Wahrnehmung", in Zeitschrift für Psychologie und Physiologie der Sinnesorgane, 21, pp. 187–272.

##### کتاب های مشترک با نویسندگان دیگر
- Höfler, A., & Meinong, A. (1890). Philosophische Propädeutik. Erster Theil: Logik. F. Tempsky / G. Freytag, Vienna.

###### آثاری که پس از مرگ او ویرایش شده
- Haller, R., Kindinger, R., and Chisholm, R., editors (1968–78). Gesamtausgabe, 7 vols., Akademische Druck- und Verlagsanstalt, Graz.
- Meinong, A. (1965). Philosophenbriefe, ed. Kindinger, R., Akademische Druck- und Verlagsanstalt, Graz.

###### ترحمه های انگلیسی
- On Assumptions (Über Annahmen), trans. James Heanue. Berkeley: University of California Press, 1983.
- On Emotional Presentation (Über emotionale Präsentation), trans. M.-L. Schubert Kalsi. Evanston, Ill: Northwestern University Press, 1972.
- "The Theory of Objects" ("Über Gegenstandstheorie"), trans. I. Levi, D. B. Terrell, and R. Chisholm. In Realism and the Background of Phenomenology, ed. Roderick Chisholm. Atascadero, CA: Ridgeview, 1981, pp. 76–117.